# 勒科茨球場

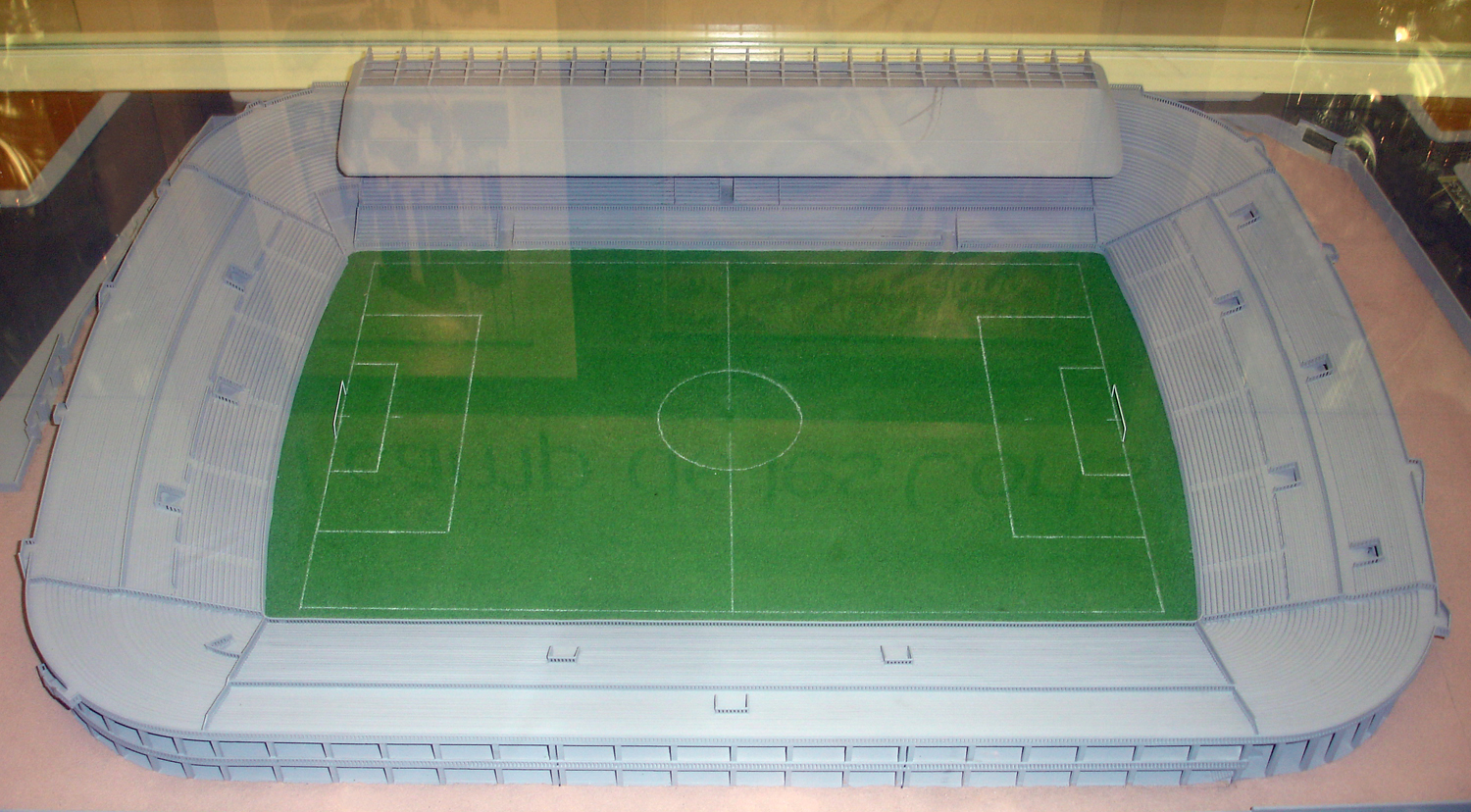
巴塞罗那队博物馆的Les Corts球场模型

勒科茨球場，通稱為勒科茨，是西班牙巴塞罗那的一座足球场，与所属的行政区勒科茨區（Les Corts）同名。球场在1922年至1957年间是巴塞罗那足球俱乐部的主场。
巴塞隆拿在1909年启用了首个专属球场Camp del Carrer Indústria，但仅有6000个座位且无法扩容，对于飞速发展的球队来说显得过小。于是在三个月内新的现代化的Les Corts建成，包括一条101 x 62米跑道，并於1922年5月20日启用，当时在球场的一侧有25000个座位。在1926年球场座位已经扩容为45000，后来进一步增至60000。
1950年代初该球场也显得过小，于是俱乐部开始计划新的球场，在1957年9月24日诺坎普球场（即「新球场」）启用，Les Corts关闭拆除。

## 外部連結
- 西班牙體育場 （页面存档备份，存于） （英語）